# Gmina Milton (hrabstwo Mahoning)
Gmina Milton (ang. Milton Township) – gmina w Stanach Zjednoczonych, w stanie Ohio, w hrabstwie Mahoning. W 2020 roku liczyła 3565 mieszkańców.